# Benigna Gottlieb von Trotha gt Treyden
Benigna Gottlieb von Trotha gt Treyden (15 d'octubre 1703 - 5 de novembre 1782), fou duquessa consort de Curlàndia i Semigàlia. Es va casar amb el duc de Curlàndia, Ernst Johann von Biron, el 25 de febrer 1723.

## Biografia
Benigna Gottlieb era la filla del noble bàltic Wilhelm von Trotta genannt Treyden. El 1720 va ser nomenada dama d'honor de la duquessa vídua regent de Curlàndia, Anna Ivànovna de Rússia, i el 1723 es va casar amb l'assessor d'Anna, Ernst Johann von Biron. Pel que sembla, el matrimoni va ser arreglat per Anna en un intent d'ocultar la seva pròpia relació amb Biron. Quan Anna es va convertir en emperadriu de Rússia el 1730, la parella Biron la va seguir a Rússia, conservant la seva posició com assessor i dama de companyia.
Quan el seu espòs fou nomenat duc de Curlàndia i Semigàlia, el 1737, va ser condecorada amb l'Orde de Santa Caterina. Va compartir l'empresonament del seu marit el 1740 i va tornar amb ell a Curlàndia, el 1763, on va passar la resta de la seva vida a la cort de Mitau. Va publicar un llibre de poemes religiosos en alemany, titulat Eine große Kreuztragerin editat a Moscou el 1777.